# Stanisław Swianiewicz
Stanisław Swianiewicz (7 de novembro de 1899 - 22 de maio de 1997) foi um economista e historiador polonês. Um veterano da Guerra Polaco-Soviética, durante a Segunda Guerra Mundial ele foi um dos poucos sobreviventes do massacre de Katyn e uma testemunha ocular do transporte de prisioneiros de guerra poloneses, pelo NKVD para as florestas nas imediações de Smolensk.

## Biografia
Stanisław Swianiewicz nasceu em 7 de novembro de 1899 em Dvinsk na Rússia Imperial (atual Daugavpils, Letónia), em uma szlachta família polonesa. Educado na sociedade multi-cultural de Livônia, ele falava polonês, russo e alemão como suas línguas nativas. Depois de se formar em uma escola de comércio em Oriol, cursou a Faculdade de Direito da Universidade de Moscou, que então incluía todas as ciências sociais. Após a Revolução Russa de 1917 ele deixou Moscou e retornou à sua terra natal, onde, em 1919, ele se tornou um dos comandantes da Polska Organizacja Wojskowa na área de Livonia. Durante a Guerra Polaco-Soviética ele cruzou a linha de frente e chegou a Vilna (atual Vilnius), onde participou da defesa da cidade contra o Exército Vermelho.
Em 2 de agosto de 1939 foi mobilizado no exército polonês como um oficial da reserva, tomando parte na guerra defensiva polaca no início da Segunda Guerra Mundial. Após a  invasão soviética da Polônia, sua unidade tentou alcançar as fronteiras húngaras ou romenas, a fim de escapar de ser capturado e encontrar o seu caminho para a França, onde o exército polonês estava sendo recriado. No entanto, após a batalha de Krasnobród em 23 de setembro, ele foi capturado pelos soviéticos. Depois de passar pelo campo de transferência em Putyvl ele foi internado no acampamento da NKVD em Kozelsk, juntamente com milhares de outros oficiais poloneses, professores, guardas de fronteira e policiais. Interrogado pelo comandante de brigada Vasili Mikhaylovich Zarubin, Swianiewicz que falava fluentemente russo aparentemente foi considerado útil. Ao início do massacre de Katyn, na primavera de 1940, ele estava com a um grupo de cerca 100 oficiais poloneses sendo transportados por trem para uma pequena estação em Gniezdovo perto de Katyn. Os seus companheiros estavam amontoados em ônibus com os olhos vendados e sendo transportados para o local de assassinato em massa, quando Swianiewicz foi retirado do transporte.
Ele foi então transferido para a prisão em Smolensk e depois para a prisão de Butyrki em Moscou. Após cerca de um ano de interrogatório ele foi condenado a 8 anos de trabalhos forçados no Gulag. Foi enviado para o Gulag de Ust-Vymskiy em Komi, sendo libertado da prisão após o Tratado Sikorski-Mayski em agosto de 1941.
Ele foi uma das primeiras testemunhas a informar as autoridades polacas do número de prisioneiros de guerra poloneses mantidos em campos soviéticos. Ele permaneceu na embaixada polonesa em Moscou como um dos funcionários incumbidos de procurar cerca de 22.000 oficiais poloneses desaparecidos. Ele deixou a Rússia em julho de 1942 indo para a Grã-Bretanha, onde participou ativamente do governo polonês no exílio. Ele também foi co-autor do livro publicado em 1948, O crime de Katyn, fatos e documentos, um dos primeiros sobre o assassinato em massa de oficiais poloneses pelos soviéticos.

## Obras
- Stanisław Swianiewicz (1983) [1930]. Lenin jako ekonomista. [S.l.]: Poznań, Głosy. p. 15
- Stanisław Swianiewicz (1938). Polityka gospodarcza Niemiec hitlerowskich. [S.l.]: Warsaw, Polityka
- various authors (1948). The crime of Katyn; facts & documents. Zdzisław Stahl, Władysław Anders, Stanisław Swianiewicz, Józef Cat Mackiewicz. [S.l.]: London, Gryf. p. 303
- Stanisław Swianiewicz (1965). Forced Labour and Economic Development; An Enquiry into the Experience of Soviet Industrialization. [S.l.]: Oxford,Oxford University Press. p. 332. ISBN 0-313-24983-0
- Stanisław Swianiewicz (1976). W cieniu Katynia. [S.l.]: Paris, Instytut Literacki. p. 359. ISBN 2-7168-0027-8
- Stanisław Swianiewicz (1996). Dzieciństwo i młodość. [S.l.]: Warsaw, Jan Jacek Swianiewicz. p. 107. ISBN 83-86367-26-1